# Ріхард Дедекінд
Ю́ліус Вільге́льм Рі́хард Дедекі́нд (нім. Julius Wilhelm Richard Dedekind; 6 жовтня 1831 — 12 лютого 1916) — німецький математик, відомий роботами з абстрактної алгебри і основ дійсних чисел.

## Життєпис
Ріхард Дедекінд був наймолодшою дитиною Юліуса Левіна Ульріха Дедекінда — брауншвейгського юриста і діяча вищої освіти. Ставши дорослим, він ніколи не називав себе Юліус Вільгельм. Він народився, провів більшу частину свого життя і помер в Брауншвейгу. Його життя здавалося бідним на події, якщо не враховувати математичні студії та дослідження.
В 1848 році він поступає в Карловський коллегіум (Collegium Carolinum) в Брауншвейгу, директором якого був його батько.
В 1850 році Дедекінд вступає в університет Георга-Августа в Геттінгені (Геттінгенський університет), провідний і старійший університет в Нижній Саксонії, прослуховує курс теорії чисел. Карл Фрідріх Гаус, що працював в Геттінгенському університеті, на той час викладав початковий курс, і Дедекінд стає його останнім студентом. Його університетським другом також був Бернгард Ріман.
В 1852 році Дедекінд отримує докторський ступінь за роботу над дисертацією по теорії інтегралів Ейлера. Став членом Геттінгенської академії наук.
В той час Берлінський університет був центром математичних досліджень, тому Дедекінд переїхав в Берлін і провчився в ньому 2 роки разом з Ріманом. Потім він вернувся в Геттінген і як приват-доцент викладав курси теорії ймовірності та геометрії.

## Наукова діяльність
Дедекінд запровадив означення дійсного числа, як перерізу множини всіх раціональних чисел. Це означення стало стандартним у математиці.
Іншим винаходом математика є ідеал. Ім'я Дедекінда носять

ета-функція Дедекінда та
 дзета-функція Дедекінда.
Дедекінд був редактором посмертних видань вибраних праць Гауса, Діріхлє та Рімана.

## Вшанування
- 19293 Дедекінд — астероїд, названий на честь математика[8].